# عمادالدین نسیمی
علی عمادالدین نسیمی متخلص به نسیمی، شاعر و متفکر ایرانی و آذربایجانی حروفیه در قرن هشتم هجری بود. او بنا به منابعی از   مردمان تبریز بود. وی از شاعران صوفیِ بزرگِ ترک  در اواخر سدهٔ ۱۴ و اوایل سدهٔ ۱۵ میلادی به‌شمار می‌آید. او دو دیوان، یکی به ترکی و دیگری به فارسی، به نظم درآورد و قصائدی عربی نیز سرود.

## معرفی عمادالدین نسیمی
عماد الدین نسیمی یکی از شاعران و عارفان برخاسته از مکتب حروفیه است. مکتب حروفیه که بر اساس تعالیم شیخ فضل‌الله نعیمی استرآبادی شکل گرفت. آن‌ها در شرح وقایع عالم و اسرار هستی از ۲۸ حرف الفبای عربی ۳۲ حرف الفبای فارسی با مهارت اعجاب‌انگیز بهره می‌برده‌اند. آن‌ها تلاش می‌کردند علت دستورهای الهی در دین اسلام را به شکلی جذاب و جالب به وسیلهٔ اعداد و حروف توضیح دهند. مواردی مانند این که نماز یومیه چرا می‌بایست ۱۷ رکعت باشد، حکمت مسح کشیدن بر پا هنگام وضو چیست، تعداد حروف بسم الله الرحمن الرحیم بیانگر چیست، نماز شکسته چرا ۱۱ رکعت است و مانند این‌ها.
سید عماد الدین نسیمی با اشعار خود نقش بسزایی در گسترش اندیشه‌های فضل‌الله نعیمی داشت. باورها و بیانات او مخالفت‌های فراوانی را میان قشریون مذهبی زمان خود به وجود آورد که نهایتاً منجر به صدور فتوایی در به دار آویختن و کندن پوست او شد.
اشعار نسیمی آمیخته مضامین عشق، شهامت، ایثار و صراحت سروده شده است. شاید بتوان گفت او یکی از شاعرانی است که به نقد آشکار اندیشه‌های زمانهٔ خود برخاست و همه را از صوفی، عارف، عابد، زاهد، مفتی، فیلسوف بی‌بهره نگذاشت.
نام او علی بود. فضل‌الله نعیمی در وصیت‌نامهٔ خود او را سید علی می‌نامد. ابوذر احمد بن برهان الدین حلبی (م. ۸۸۴ هـ) از معاصران نسیمی نیز همین نام را ذکر می‌کند.
ابن حجر عسقلانی، شمس‌الدین سخاوی و حنبلی هم، لقبش را عمادالدین نوشته‌اند. در یکی از کهن‌ترین نسخه‌های دیوان فارسی وی، عبارت زیر آمده است:
«دیوان فارسی حضرت سلطان العارفین و برهان المحققین و مالک طه و یس، ابوالفضل امیر سید نسیمی - قَدَّسَ الله سَرُّهُ العَزیز-».
حروفیان، فضل‌الله نعیمی استرآبادی را شاه فضل نامیده‌اند و برای خلفای او امارت معنوی قائل شده‌اند. نسیمی گویا نخستین خلیفهٔ شاه فضل بوده است. از این رو، او را امیر نامیده‌اند. این عنوان در تذکرهٔ مجالس العشاق و منابعی چون استوارنامه و عرش‌نامه نیز آمده است که به این مسلک روی آورده است.

## تحصیلات
از دوران جوانی و تحصیلات نسیمی آگاهی نداریم. آنچه از اشعارش بر می‌آید، این است که وی در فلسفه، کلام، منطق، هیئت، نجوم، طب و ریاضی ید طولایی داشته است. اصطلاحات این علوم را در اشعار خود به کار برده است، سخن از خواص صور فلکی، ستارگان، تشریح اعضای بدن انسان، شاخصه‌های حساب و هندسه و بیان کیفیت خلقت کائنات و آرای گوناگون متصوّفه به ما اجازه می‌دهد که او را خردمندی آگاه به علوم عصر خود بنامیم. در تذکره‌ها او را «عاشق غریب و عجیب، عالم کامل، فاضل محدّث، نکته‌دان و عارف» نامیده‌اند.

## سیر و سفر
نسیمی پس از کشته شدن فضل‌الله نعیمی و کشتار قلعهٔ آلینجا به آسیای صغیر مهاجرت کرد. در شهر بورسه، عثمانی‌ها او را زندیق نامیدند و از شهر بیرون کردند.
ناچار نزد حاج بایرام ولی در شهر آنکارا رفت و سپس به حلب کوچید و در آن جا صاحب مریدانی چند شد.
شهر حلب در آن روزگار در دست مملوکان چرکس بود و از سوی اهل سنت و جماعت اداره می‌شد.

## درگذشت
نسیمی را در شهر حلب پوست از تن باز کردند. کتاب بشارت‌نامه که در سال ۸۱۱ هـ. تألیف شده، تاریخ کشته شدن وی را ۸۰۷ هـ. نوشته است. از میان محققان زندگی نسیمی مرحومان محمد فؤاد کوپریلی، عبدالباقی گؤلپینارلی و حسین اعیان همین تاریخ را معتبر می‌دانند. مدرس تبریزی در ریحانة الادب نیز همین تاریخ را قبول کرده است. در آن سال نسیمی ۶۰ سال سن داشت. به هر حال نمی‌توان سال قتل نسیمی را دورتر از ۸۱۱ هـ. سال تألیف بشارت‌نامه دانست. قدیمی‌ترین سندی که ماجرای کشته شدن نسیمی را شرح داده، کنوز الذّهب فی تاریخ حلب است. محمد راغب الطباخ الحلبی در کتاب اعلام النّبلاء بتاریخ حلب الشّهباء این تفصیل را ذکر کرده است. ترجمهٔ آن چنین است:
«در روزگار یَشْبک، علی نسیمی مقتول گردید.
شیخنا ابن خطیب الناصریه و شمس الدین ابن امین الدوله نائب شیخ عزالدین، قاضی القضات فتح الدین المالکی و قاضی القضّات شهاب الدین الحنبلی ابن الخازوق در دادگاه حاضر بودند. ادعا گردید که سخنان نسیمی اشخاص جاهل را فریب داده، زندیق کرده است. سپس ابن الشنقشی الحنفی در حضور علما و قضات شهر طرح دعوی کرد. سپس نائب او را گفت:
- اگر نتوانی ادعای خود را به اثبات رسانی، کشته می‌شوی؛ و او از ادعای خود درگذشت. نسیمی هم چیزی نگفت. تنها کلمهٔ شهادت بر زبان آورد و [این] ادعا را رد کرد.
سپس شیخ شهاب الدین ابن هلال در دادگاه حاضر شد و در کنار قاضی مالکی نشست. او گفت که نسیمی زندیق است و توبه‌اش را نمی‌توان پذیرفت و باید به قتل رسد. سپس به قاضی مالکی رو کرد و پرسید:
- چرا او را نمی‌کشی؟
مالکی گفت:
- آیا تو به دست خود می‌نویسی که او محکوم به قتل است؟
گفت:
-- می‌نویسم!
و نوشت؛ و نوشته‌اش را به شیخنا ابن خطیب الناصریه و دیگر قضات تقدیم کرد. قضات و علما زیر بار نرفتند و بلند شدند و آن جا را ترک گفتند.
مالکی پرسید:
- وقتی قضات و علما سر باز می‌زنند، چگونه می‌توان او را کشت؟
او گفت:
من نمی‌کشم. سلطان من را مأمور کرده است که این کار را سریع تمام کنم تا امریه‌اش صادر شود.
آن گاه مجلس به پایان رسید و نسیمی را دیگر بار در قلعه حبس کردند؛ و آن گاه فرمان سلطان مؤید صادر شد که:
- پوستش کنده شود، جنازه‌اش هفت روز در شهر حلب گردانده شود، سپس شقه گردد و شقه‌هایش به علی بن ذی الآذر، برادرش ناصر الدین و عثمان قارایولوق فرستاده شود.
این شاعر لطیف سخن را چنین کشتند.»
مرگ فاجعه‌آمیز نسیمی سبب محبوبیت فزون از اندازهٔ او در میان اهل شریعت و توده‌های وسیع شیعیان گردید. دربارهٔ او افسانه‌ها و روایات چندی ساخته شد، شعرها سروده شد و مسلمین به این حادثهٔ فجیع اعتراض کردند.»
حسین منزوی در غزلی با عنوان «تو را کسی نشناخت» به کشته شدن نسیمی اشاره می‌کند:
وقتی که می‌کندند از تن پوستت را نیز
گویا تو را زآن پوستین پوشان، کسی نشناخت

## زادگاه

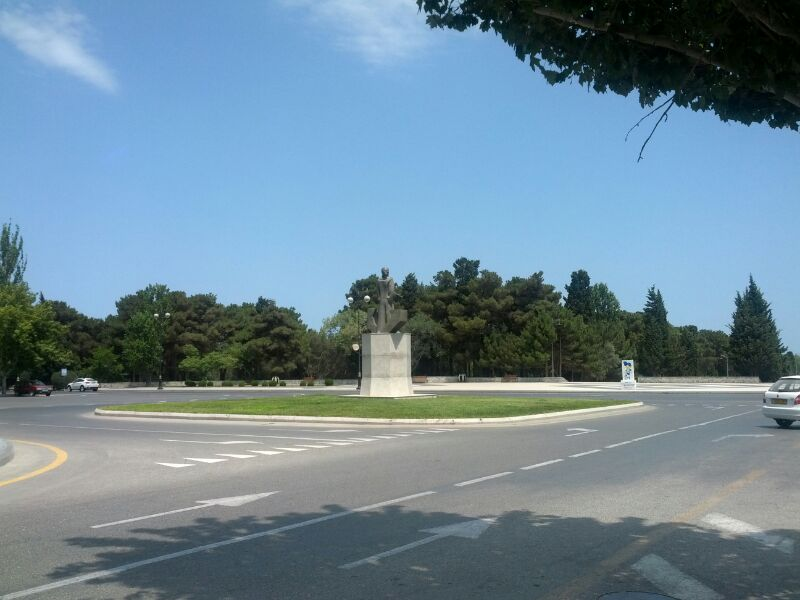
پارک نسیمی در سومقاییت

با توجه به اینکه از جزئیات زندگی نسیمی اطلاعات کمی در دست می‌باشد لذا در مورد زادگاه او موارد مختلفی بیان می‌گردد.
او را متولد تبریز یا برخی دیگر زادگاه وی را علاوه بر شیراز، یا دیاربکر حدس می‌زنند.
عسقلانی (م. ۸۵۲ هـ)، سخاوی (م. ۹۰۲ هـ) و ابن عماد الحنبلی (م. ۱۰۸۹ هـ) که از نسیمی نخستین زندگی‌گزاری‌ها را نوشته‌اند، او را تبریزی می‌دانند، برخی اهل آمد می‌نامند. رضا قلی خان هدایت او را اهل شیراز می‌شناسد. سخن او در فارسنامهٔ ناصری نیز تکرار شده است. عاشیق چلبی مسقط الرأس وی را روستایی «نسیم» نام در اطراف بغداد معرفی می‌کند.

## آرامگاه نسیمی
قدیمی‌ترین سندی که در باب مزار نسیمی به دست ما رسیده است، سیاحتنامهٔ اولیا چلبی است. او در فصل توصیف شهر حلب از «تکیهٔ شیخ نسیمی» سخن می‌راند و می‌گوید:
«مردم روایت کنند که نسیمی پس از کنده شدن پوست از تنش به این مکان آمد و قرآن تلاوت کرد و غیبش زد!»
مزار نسیمی اکنون در شهر حلب سوریه در محلهٔ فرفراه در مقابل حمام سلطان است. در سال‌های اخیر آن را بازسازی کرده‌اند. نگارندهٔ این سطور در سفر زیارتی خود به سوریه در سال ۱۳۸۸ به زیارت آن نائل آمدم. در چهار گوشهٔ دیوارهای مزار، آیات قرآن حک شده است و دو بیت زیر که گویا سال‌ها پیش به سنگ نقر شده است:
یوزولدون، دؤنمه‌دین مردانه‌لیکدن،
الهی بؤیله‌دیر، حب صمیمی.
کثافتدن چیخیب اولدون بحقه،
گلستان الهی‌نین نسیمی.
خانواده‌ای که خود را از احفاد نسیمی می‌دانند در جوار مزار منزل دارند و مراقب و مجاور آن به‌شمار می‌روند.

## سبک شعر
دیوان نسیمی حاوی قالب‌های متنوع شعری از قبیل غزل، قصیده، رباعی اکثراً به زبان ترکی آذربایجانی است. به علت تأثیری که طریقت حروفی به دیگر عقاید عرفانی داشته، بسیاری از شعرهای بکتاشی و علوی به نسیمی نسبت داده شده است. نسیمی یک دیوان به زبان ترکی آذربایجانی، دیوانی به زبان فارسی و اشعاری به زبان عربی نیز داشته است. عمادالدین نسیمی یکی از بزرگ‌ترین شاعران عرفانی زبان‌های ترکی‌تبار از اواخر قرن ۱۴ میلادی تا اوایل قرن ۱۵ میلادی به‌شمار می‌رود.
و یکی از برجسته‌ترین استادان دیوان در تاریخ ادبی ترکی محسوب می‌شود.
سازمان بین‌الملی یونسکو به خاطر کوشش‌های وی در اشعار انسانی و صلح جهانی در سال ۱۹۷۳ این سال را سال نسیمی اعلام کرد.
نمونه‌ای شعر:
| منده سیغار ایکی جهان من بو جهانه سیغمازام |
| گوهر لامکان منم کون و مکانه سیغمازام      |

[هر چند]دو جهان در من می‌گنجد، من در این جهان نمی‌گنجم
گوهر لامکان منم، در کون و مکان نمی‌گنجم
ترجمه بخشی از این شعر به انگلیسی را مشاهده فرمائید.
بیت بالا نمونه بارزی از سبک عرفانی نسیمی و عقاید حروفیه است. در این بیت شاعر به دنیای مادی و متقابل آن یعنی جهان معنوی اشاره می‌کند و اینکه انسان حاصل از اتحاد این دو جهان است؛ بنابراین انسان از لحاظ روحانی از همان عنصر روحانی پروردگار خویش مایه دارد. لغت لامکان در اصطلاح عرفاً معنی خدای را دارد. بنا به اعتقادات نسیمی هرچند انسان قادر به درک پروردگار نیست ولی بایستی در شناخت او کوشش نماید. او شناخت نسبی را از طریق خودشناسی ممکن می‌داند.
در سال ۱۴۱۷ میلادی و در شهر شام بر سر پایبندی به عقایدش زنده زنده پوست بدنش کنده شده و سپس بدن این شاعر و عارف تکه‌تکه شده تا درس عبرتی برای شاگردان و همفکرانش شود.
| زاهدین بیر بارماغین کسسن دونر حق دن کئچر   |
| گور بو میسکین عاشیقی سرپا سویورلار آغلاماز |

گر انگشت زاهدی ببرد، توبه کرده و از حق می‌گذرد

ببین این عاشق مسکین را از سر تا پا پوست می‌کنند [ولی] نمی‌گرید
این بیت اشاره به این موضوع دارد که وقتی نسیمی را می‌خواستند در ملأ عام بکشند یک روحانی به مردم گفت که نسیمی چنان نجس است که اگر یک قطره از خون او به بدن کسی بچکد باید آن قسمت از بدن را ببرند. از قضا مقداری از خون نسیمی به انگشت او خورد. اما زاهد به لکنت افتاد و حرف خود را پس گرفت.
عمادالدین نسیمی کتابی به نام رباعیلر دارد که یک نمونه از آن بدین شرح است:
| من کنج لامکانم اندر مکان نګنجم       |
| برتر زجسم وجانم درجسم وجان نگنجم     |
| وهم خیال انسان رو سوی من ندارد       |
| در وهم از آن نیایم در وهم ازان نگنجم |